# Musaranya elefant de musell curt
La musaranya elefant de musell curt (Elephantulus brachyrhynchus) es troba a Angola, Botswana, la República Democràtica del Congo, Kenya, Malawi, Moçambic, Namíbia, Sud-àfrica, Tanzània, Uganda, Zàmbia i Zimbàbue. Habita la sabana.